# Abista
Abista je řeka v jižní části Litvy, v Alytuském kraji, v okresech Alytus a Varėna. Je to pravý přítok řeky Varėnė, do které se vlévá 17 km od jejího ústí do Merkysu u vsi jménem Geidukonys. Řeka teče směrem jihovýchodním a protéká jezery Nosas, Neveiglas, Gilušis, Daugų ežeras a Savistas. 

Při řece jsou dva mlýny a to u Daugai a u vsi Geidukonys. Nedaleko ústí řeku překlenuje silnice Vilnius – Alytus.